# (531016) 2012 BZ154
(531016) 2012 BZ154 est un objet transneptunien considéré comme faisant partie des objets épars d'environ 150 km de diamètre.